# Кардридер

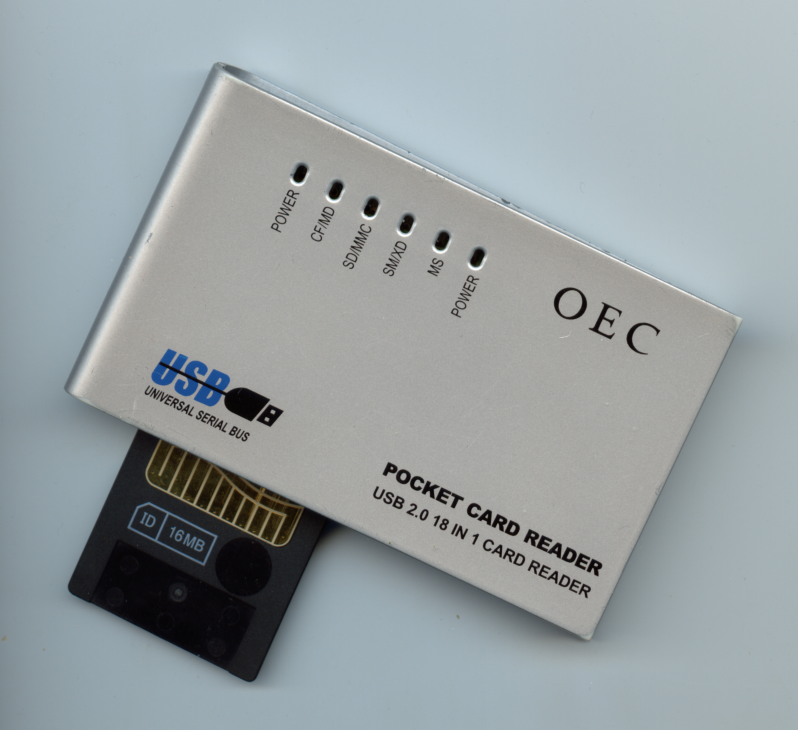

Кардри́дер (англ. Card reader) — пристрій читання карток, що дозволяє зчитувати інформацію з карток пам'яті, а також інших електронних карток найрізноманітнішого призначення. Зокрема, смарт-карт та флеш-карт.
Найбільше розповсюдження отримали:
- універсальні пристрої читання карток, які часто містять декілька різних роз'ємів і підключаються за допомогою інтерфейсу USB до комп'ютера загального призначення. Усі такі пристрої представляються операційним системам як англ. USB Mass Storage Device.
- спеціалізовані пристрої читання карток, які сполучені з апаратурою, що використовує відповідний тип карток. Наприклад, кард-рідер банкомату, пристрій читання карток в АСКД та пропускних пунктах метрополітену.

За принципом дії пристрої читання карток бувають:
- Традиційні — з електричним під'єднанням контактів. Забезпечують найбільшу швидкість обміну даними. На сьогодні, застосовуються як пристрої комп'ютерної пам'яті разом з жорсткими дисками.
- Магнітні — такі, що мають магнітну головку для читання рядку на магнітних картках. Картки для даного типу пристроїв тривалий час відрізнялися найменшою собівартістю виробництва, і тому такі системи отримали широке розповсюдження.
- Електронні безконтактні.

## Інтернет-ресурси
- PC/SC Workgroup
- MUSCLE Homepage, eine PC/SC-Schnittstelle und ein CCID-Treiber für unixoide Systeme
- Pressemitteilung zu Secoder
- Spezifikation CT-API 1.1.1 (PDF; 56 kB)